# Ндебеле (мова)
Ндебе́ле — мови групи банту (підгрупа нгуні), розповсюджені в ПАР і Зімбабве.
Вирізняють принаймні дві мови, що носять назву Ндебеле:
- Північна ндебеле — мова групи банту (підгрупа нгуні), поширена в Зімбабве.
- Південна ндебеле — мова групи банту (підгрупа нгуні), поширена в ПАР. Ця мова зазнала сильного впливу мов групи сото-тсвана і тому іноді класифікується як приналежна до цієї групи.

Мови Ндебеле походять від зулуської мови, розповсюдженої в Південній Африці. Коли Мзіліказі, один з воєначальників Чакі, зі своїм кланом ндебеле повстав проти нього та заснував власне королівство Матабеленд, його народ також використовував зулуську мову. Частина клану осіла в районі сучасної Преторії, де на базі зулуської мови та мов сото-тсвана навколишніх народів утворився один з різновидів ндебеле.